# 圣马可湾

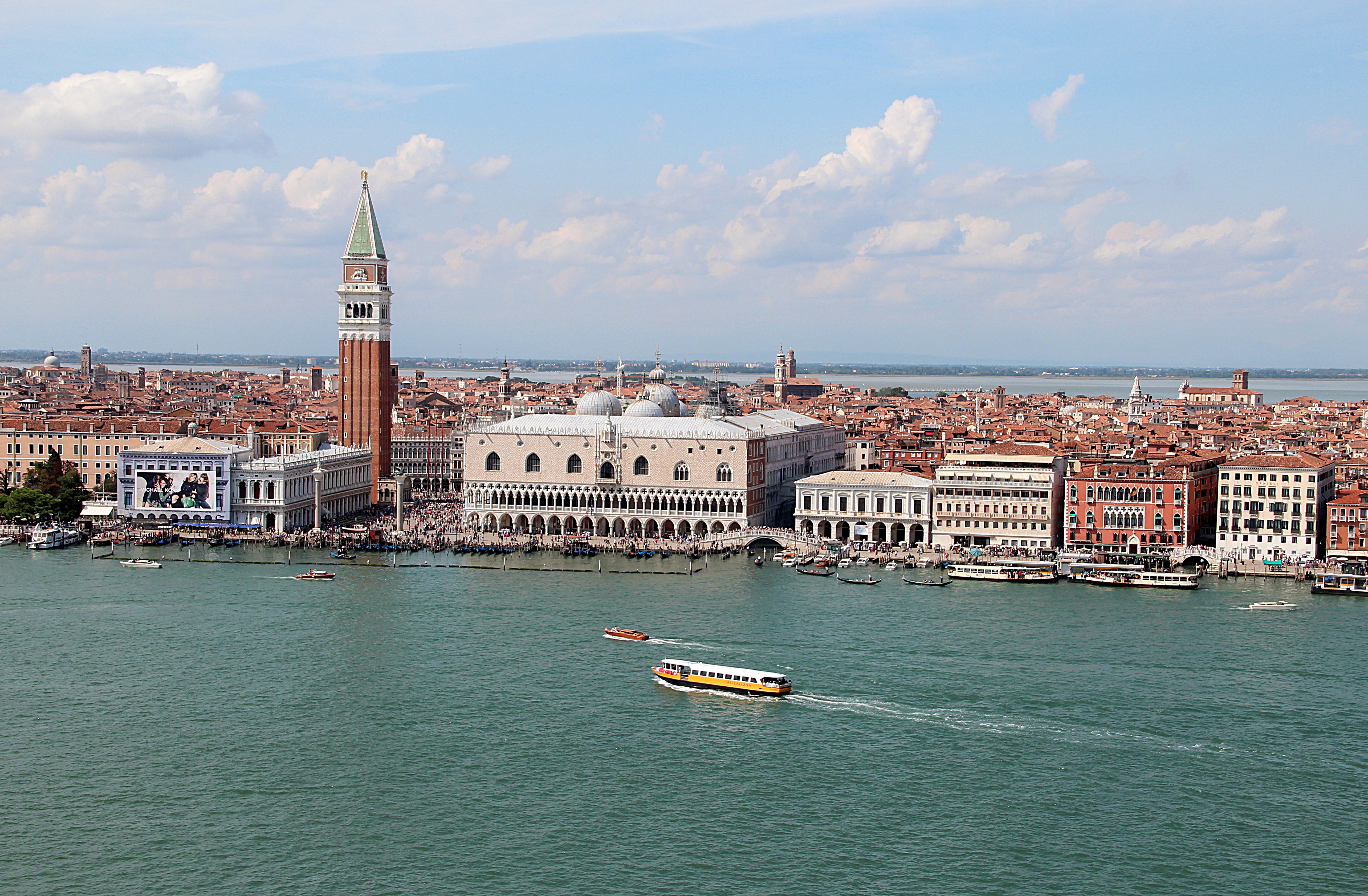
从圣乔治马焦雷圣殿的钟楼看圣马可湾

圣马可湾（義大利語：Bacino San Marco）位于意大利威尼斯，是威尼斯潟湖在圣马可广场前面的那部分水域，面对圣马可区。
圣马可湾介于丽都运河（Canale del Lido）、朱代卡水道和威尼斯大运河之间：周边分别是：小广场码头、总督宫、圣马可和圣托达洛柱、圣马可图书馆 的立面、斯拉夫人堤岸、大聖喬治島、圣乔治马焦雷圣殿和圣乔治修道院以及顶部有金球（Palla d'Oro）的海关大楼博物馆。 
圣马可湾的最大深度约为12米，经常有进出威尼斯港的大型船只穿过。沃加隆加（Vogalonga）赛船会的开幕仪式就在圣马可广场前面开始。
45°25′46″N 12°20′42″E / 45.4295°N 12.3450°E